# پاکو

پاکو (به پرتغالی: paˈku)، نام رایجی است که برای اشاره به چندین گونه ماهی سراسالمید آب شیرین همه‌چیزخوار آمریکای جنوبی استفاده می‌شود که متعلق به گونهٔ پیرانا است. پاکو و پیرانا دندان‌های مشابهی ندارند، و تفاوت اصلی در هم ترازی فک است. پیرانا دارای دندان‌های نوک تیز و تیغ‌دار مشخص است، در حالی که پاکو دارای دندان‌های مربعی و صاف‌تر است، که به‌طور ناخوشایندی شبیه دندان‌های انسان است. پاکو، برخلاف پیرانا، عمدتاً از مواد گیاهی تغذیه می‌کند. علاوه بر این، پاکو می‌تواند اندازه‌های بسیار بزرگتری نسبت به پیرانا داشته باشد، یعنی تقریباً طول ۱٫۰۸ متر (۳٫۵ فوت) و وزن ۴۰ کیلوگرم (۸۸ پوند).